# Más locura tropical con Los Wawancó
 Más locura tropical  es el segundo LP larga duración del conjunto de música tropical Los Wawancó, publicado en Argentina en  1960 por las Industrias Eléctricas y Musicales Odeón S.A.I.C (I.E.M.O), sello subsidiario de la compañía discográfica británica EMI, con el número de catálogo LDI 461 en el subsello Odeón “pops”.

## Lista de temas:[2]
Faz A:
1. La Pulguita
2. Moliendo Café
3. La Culebra
4. Anabacoa
5. La Tinajita
6. Apriétala En Un Rincón
7. Pala Paloma

Faz B:
1. Paloma Morena
2. El Niño Majadero
3. Que Será
4. La Vieja Juana
5. Un Meneito Na'Ma
6. El Mochilón
7. Besala, Besala